# 上之郷 (泉佐野市)
上之郷（かみのごう）は、大阪府泉佐野市の大字。本項では同地域にかつて存在した泉南郡上之郷村（かみのごうむら）についても記す。

## 地理
泉佐野市南西部、阪和線長滝駅の南方一帯、阪和自動車道・関西空港自動車道泉佐野ジャンクション、関西空港自動車道上之郷インターチェンジ周辺にあたる。東で日根野、西で南中樫井・泉南市兎田・別所・新家、南で泉南市信達葛畑、北で長滝と隣接する。
阪和自動車道・大阪府道248号日根野羽倉崎線・樫井川が横断し、関西空港自動車道・国道481号が縦断する。樫井川以北は平野部、以南は山間部であり、山間部には東隣の日根野にまたがって泉佐野カントリークラブが所在する。また、大字長滝と泉南市の間を和歌山県道・大阪府道64号和歌山貝塚線（紀州街道）まで細長く伸びている。区域内にあるのうぶ地蔵尊のみ大字長滝の飛地となっている。

### 河川
- 樫井川

### 池
- 滝ノ池
- 新池
- 新滝ノ池

## 小字
母山、机場、女形、上村、中村、下村、郷田

## 歴史
『日本書紀』に登場する允恭天皇の妃、衣通姫（衣通郎姫）のために造営された茅渟宮の所在地が上之郷中村に比定されている。茅渟宮跡には、衣通姫が詠んだとされる和歌「とこしへに　君もあへやも　いさなとり　海の浜藻の　寄る時々を」を万葉仮名で刻んだ歌碑が岸和田藩によって建立され、「衣通姫ガイダンスセンター」が泉佐野市によって2023年（令和5年）4月に開設された。

### 沿革
- 幕末時点では日根郡上之郷村であった。岸和田藩領。
- 1871年（明治4年）
  - 7月14日 - 廃藩置県により岸和田県の管轄となる。
  - 11月22日 - 第1次府県統合により堺県の管轄となる。
- 1881年（明治14年）2月7日 - 第2次府県統合により大阪府の管轄となる。
- 1889年（明治22年）4月1日 - 町村制の施行により、上之郷村が単独で自治体として発足。
- 1896年（明治29年）4月1日 - 所属郡が泉南郡に変更。
- 1954年（昭和29年）4月1日 - 上之郷村が泉佐野市に編入。同日上之郷村廃止。同市大字上之郷となる。

## 世帯数と人口
2020年（令和2年）4月30日現在（泉佐野市発表）の世帯数と人口は以下の通りである。
| 小字 | 世帯数    | 人口    |
| ---- | --------- | ------- |
| 母山 | 148世帯   | 349人   |
| 机場 | 96世帯    | 224人   |
| 女形 | 125世帯   | 338人   |
| 上村 | 184世帯   | 455人   |
| 中村 | 444世帯   | 1,103人 |
| 下村 | 325世帯   | 800人   |
| 郷田 | 34世帯    | 89人    |
| 計   | 1,356世帯 | 3,358人 |

### 人口の変遷
国勢調査による人口の推移。
| 1995年（平成7年）  | 2,773人 | [ 7 ]  |  |
| 2000年（平成12年） | 2,734人 | [ 8 ]  |  |
| 2005年（平成17年） | 2,897人 | [ 9 ]  |  |
| 2010年（平成22年） | 3,105人 | [ 10 ] |  |
| 2015年（平成27年） | 3,151人 | [ 11 ] |  |

### 世帯数の変遷
国勢調査による世帯数の推移。
| 1995年（平成7年）  | 678世帯   | [ 7 ]  |  |
| 2000年（平成12年） | 736世帯   | [ 8 ]  |  |
| 2005年（平成17年） | 833世帯   | [ 9 ]  |  |
| 2010年（平成22年） | 958世帯   | [ 10 ] |  |
| 2015年（平成27年） | 1,051世帯 | [ 11 ] |  |

## 学区
市立小・中学校に通う場合、学区は以下の通りとなる（2020年5月時点）。
| 番・番地等 | 小学校                 | 中学校                 | 選択可能校                                | 調整区域となる地域 |
| ---------- | ---------------------- | ---------------------- | ----------------------------------------- | ------------------ |
| 全域       | 泉佐野市立上之郷小学校 | 泉佐野市立日根野中学校 | 泉佐野市立長南小学校 泉佐野市立長南中学校 | JR車両基地の浜側   |

## 事業所
2016年（平成28年）現在の経済センサス調査による事業所数と従業員数は以下の通りである。
| 大字   | 事業所数  | 従業員数 |
| ------ | --------- | -------- |
| 上之郷 | 101事業所 | 609人    |

## 交通

### 鉄道
阪和線が区域内をわずかに掠めるが、駅は所在しない。最寄り駅は長滝駅。

### バス
いずみさのコミュニティバス
- 南回り
  - 泉佐野駅前 - 泉佐野市役所前 - 日根野駅前 - 長滝駅前 - 蟻通神社前 - 明治大橋 - 健康増進センター - 羽倉崎駅前 - りんくう総合医療センター - 泉佐野駅前

### 道路
- 阪和自動車道
  - 泉佐野ジャンクション
- 関西空港自動車道
  - 泉佐野ジャンクション
  - 上之郷インターチェンジ
- 国道481号
- 和歌山県道・大阪府道64号和歌山貝塚線（紀州街道）
- 大阪府道248号日根野羽倉崎線

## 施設
- 泉佐野市立上之郷小学校
- 上之郷こども園
- 衣通姫ガイダンスセンター
- 茅渟宮跡
- 意賀美神社
- 正楽寺
- 母上地蔵尊
- 上之郷コミュニティセンター
- 母山公民館
- 机場長生会館
- 女形町会館
- 上村町会館
- 中村町会館
- 下村公会館
- 郷田町内会長生会館（本大字の施設だが長滝に所在）
- JA大阪泉州上之郷精米所
- 大阪府営 泉佐野丘陵緑地
- 吹田総合車両所日根野支所（旧日根野電車区。敷地の一部のみ）
- 泉佐野カントリークラブ（敷地の一部のみ。クラブハウスは日根野に所在）

## その他

### 日本郵便
- 郵便番号 : 598-0024[3]（集配局：泉佐野郵便局[14]）。